# Granatspitze
Granatspitze är en bergstopp i Österrike.   Den ligger i distriktet Lienz och förbundslandet Tyrolen, i den centrala delen av landet. Toppen på Granatspitze är 3 085 meter över havet.
Den högsta punkten i närheten är Grossglockner, 3 798 meter över havet, 9,5 km sydost om Granatspitze. Närmaste större samhälle är Matrei in Osttirol, 14,5 km söder om Granatspitze.
Trakten runt Granatspitze består i huvudsak av kala bergstoppar och isformationer.